# جيمس إف. هيوز
جيمس إف. هيوز هو سياسي أمريكي، ولد في 7 أغسطس 1883 في غرين باي في الولايات المتحدة، وتوفي في 9 أغسطس 1940 في روشستر في الولايات المتحدة. نشط حزبياً في الحزب الديمقراطي. وقد انتخب عضو مجلس النواب الأمريكي ‏.